# آرثر جيرمان
آرثر جيرمان (28 يونيو 1905 في المملكة المتحدة - 2 فبراير 1968 في المملكة المتحدة) (بالإنجليزية: Arthur German)‏ هو لاعب كريكت بريطاني (وحمل سابقاً جنسية المملكة المتحدة لبريطانيا العظمى وأيرلندا). لعب مع نادي مقاطعة ليسترشاير للكريكت ‏.

## وصلات خارجية
- آرثر جيرمان على موقع إي آس بي آن كريك إنفو (الإنجليزية)